# لئونارد هیل
لئونارد هیل (انگلیسی: Leonard Hill؛ ‏ ۱۱ اکتبر ۱۹۴۷ – ۷ ژوئن ۲۰۱۶) تهیه‌کننده تلویزیونی اهل ایالات متحده آمریکا بود.
از فیلم‌ها یا مجموعه‌های تلویزیونی که وی در آن‌ها نقش داشته‌است، می‌توان به جک قاتل اشاره نمود.